# Tetracanthella pilosa
Tetracanthella pilosa is een springstaartensoort uit de familie van de Isotomidae. De wetenschappelijke naam van de soort is voor het eerst geldig gepubliceerd in 1891 door Schoett.